# シリヤ・シンフォニー
シリヤ・シンフォニー（Silja Symphony）は、タリンクが保有し、シリヤラインのブランドで運行しているフェリーである。航路はストックホルム - マリエハムン - ヘルシンキ。バルト海沿岸にある2つの国の首都を1泊で結ぶ大型の国際フェリーであり、クルーズフェリーと呼ばれるほど、豪華な設備を持つ。

## 経歴
トゥルクのマサ造船所で建造されていたが、バルチラの造船部門の破綻により、引き渡しは数ヶ月遅延し、1991年5月30日となった。6月1日にヘルシンキ - ストックホルム間の航路に就航した。シリヤ・シンフォニーは、高コストではあるが後に一般化した中央部にプロムナードを持つ最初期の船であった。姉妹船のシリヤ・セレナーデとの相違点として煙突はアルミニウム製であり、これによって軽量化がなされていた。この他の相違点として、デッキ外側の塗装がライトブルー（セレナーデは緑）、煙突に描かれたマスコットの目が青（セレナーデは白抜き）、船名表示が白地に青（セレナーデは青地に白）となっている点が上げられる。
1994年9月28日のエストニア遭難事件に際し、3番目に駆けつけた船となった。1996年2月7日にはストックホルム近海で座礁、12月にはエンジンを窒素酸化物の排出量を抑えた新型に交換した。1999年6月には、EUの税制変更により免税対象から外れることを避けるため、マリエハムンが寄港地に追加された。
2001年8月6日、冷却水の取水口に魚の群れが絡まり、過熱したエンジンが停止した。これによりヘルシンキへの到着が1時間半遅れることになった。2004年にはフィンランドのSグループのためにタリンからの特別クルーズが2回催され、翌年1月にも同様のクルーズが行われた。2006年1月から2月にかけて、タリンクによるシリアライン買収にともなう内装の改装がナーンタリで行われた。2007年9月、マリエハムンにてボーディング・チューブに衝突、60万ユーロ相当の損傷となった。

## 構造
14層のデッキからなる。
- 1層：機関室
- 2層：機関室、Cクラス客室
- 3、4層：車両デッキ、乗員船室
- 5層：スパ、ドライバー用設備（driver's club：サウナ、レストラン等）[4]、客室（Aクラス、Bクラス）
- 6層：会議室、レストラン（Bistro Maxime）、カフェ（Café Orient）、ビュッフェ（Buffet Symphony）、免税店
- 7層：ナイトクラブ（Atlantis Palace）、カジノ、免税店、レストラン（Mundo、el Capitan、Happy Lobster、Bon Vivant restaurants）、バー（Tapas & Seafood bar、Old Port Pub）、プレイルーム（子供用）
- 8層：ナイトクラブ（Atlantis Palace）、客室（Aクラス、プロムナードクラス）
- 9層：客室（ラグジュアリーカンファレンススイート、Aクラス、プロムナードクラス、Bクラス）
- 10層：客室（コモドア、Aクラス、プロムナードクラス、Bクラス）、コモドアクラス専用ラウンジ
- 11層：客室（コモドア、エグセクティブスイート、Aクラス、プロムナードクラス、Bクラス）、
- 12層：デッキ、サウナ、プール、乗員船室
- 13層：ブリッジ、ディスコ、ナイトクラブ（New York Club & Lounge）、映画館
- 14層：ヘリコプター甲板